# Харитоново (Алтайский край)
Харитоново — село в Завьяловском районе Алтайского края России. Административный центр Харитоновского сельсовета.

## История
Село было основано в 1781 году (по другим данным — в 1834 году). В «Списке населенных мест Российской империи» 1868 года издания населённый пункт упомянут как заводская деревня Харитонова (Мостовая) Барнаульского округа (2-го участка) при озере Мостовом, расположенная в 203 верстах от уездного города Барнаула. В деревне имелся 51 двор и проживало 298 человек (143 мужчины и 155 женщин).

По состоянию на 1911 год деревня Харитонова входила в состав Завьяловской волости Барнаульского уезда и включала в себя 299 дворов. Население на тот период составляло 1717 человек. Действовали сельская управа, хлебозапасный магазин, пять торговых лавок и два маслодельных завода.

В 1926 году в селе имелось 336 хозяйств и проживало 1608 человек. Функционировали школа, лавка общества потребителей и изба-читальня. В административном отношении Харитоново являлось центром сельсовета Завьяловского района Каменского округа Сибирского края.

## География
Село находится в западной части Алтайского края, в пределах Кулундинской равнины, на восточном берегу озера Мостовое и юго-западном берегу озера Грачево, на расстоянии примерно 18 километров (по прямой) к северу от села Завьялово, административного центра района.

Климат умеренный, резко континентальный. Средняя температура января составляет −18,6 °C, июля — +19,3 °C.

## Население
| 1926  | 1997  | 1998  | 1999  | 2000  | 2001  | 2002  |
| ----- | ----- | ----- | ----- | ----- | ----- | ----- |
| 1608  | ↘1564 | ↘1515 | ↘1471 | ↘1446 | ↘1444 | ↘1441 |
| 2003  | 2004  | 2005  | 2006  | 2007  | 2008  | 2009  |
| ↘1416 | ↘1379 | ↘1353 | ↘1311 | ↘1278 | ↘1257 | ↘1243 |
| 2010  | 2011  | 2012  | 2013  | 2014  | 2015  | 2016  |
| ↘1167 | ↘1164 | ↘1133 | ↘1128 | ↘1098 | ↘1071 | ↘1048 |
| 2017  | 2018  | 2019  | 2020  | 2021  |       |       |
| ↘1021 | ↘990  | ↘951  | ↘927  | ↘897  |       |       |

Согласно результатам переписи 2002 года, в национальной структуре населения русские составляли 87 %.

## Инфраструктура
В селе функционируют средняя общеобразовательная школа, сельская врачебная амбулатория (филиал КГБУЗ «Центральная районная больница с. Завьялово») и отделение Почты России.

## Улицы
Уличная сеть села состоит из 11 улиц.